# Arsenij Semjonov
Arsenij Vasiljevič Semjonov (rusky Арсений Васильевич Семёнов) (16. ledna 1935, vesnice Jazvy, Novgorodská oblast – 8. února 1976, Chabarovsk) byl ruský sovětský básník a prozaik.

## Život
Střední školu Semjonov absolvoval ve Staré Russe, poté studoval na státní univerzitě v Leningradě na filologické fakultě, kterou ukončil roku 1959. Již během studií začal psát básně, které publikoval v novinách Смена (Směna) a v kolektivních studentských sbornících, například Первая встреча (První schůzka).
Po promoci odešel na Kamčatku, zabýval se historií poloostrova a jeho etnografií a v Palaně, správním centru Korjackého autonomního okruhu, se stal ředitelem Kamčatského oblastního muzea. Své básně publikoval v kamčatských novinách a v časopise Дальний Восток (Dálný Východ).
Roku 1966 se Semjonov přestěhoval do Chabarovska, kde pracoval jako redaktor knižního nakladatelství a vydal zde svou první básnickou sbírku Маятник (Kyvadlo). Druhou s názvem Монолог (Monolog) vydal roku 1968 a třetí, Родство (Spříznění), roku 1972.
V sedmdesátých letech pracoval Semjonov na svém historickém románu o objevení a dobývání Kamčatky za vlády Petra I. v letech 1696 až 1737, na jehož napsání pomýšlel již v šedesátých letech. První díl s názvem Царская награда (Carské vyznamenání) vyšel roku 1973, druhý, Край земли (Okraj země), roku 1975. Roku 1976, již po autorově smrti, byly obě původně samostatné části spojeny a vydány po názvem Землепроходцы (Průzkumnicí, česky jako Za sobolem na kraj světa). Také jeho poslední básnická sbírka Синь-синева (1976, Modř-modravost) vyšla až po jeho smrti.

## Dílo
- Маятник (1966, Kyvadlo), básnická sbírka,
- Монолог (1968, Monolog), básnická sbírka,
- Родство (1972, Spříznění), básnická sbírka.
- Землепроходцы (1976, Průzkumnicí), román, česky jako Za sobolem na kraj světa), původně ve dvou částech:
  - Царская награда (1973, Carské vyznamenání)
  - Край земли (1975, Okraj země).
- Синь-синева (1976, Modř-modravost), básnická sbírka.

## Česká vydání
- Za sobolem na kraj světa, Albatros, Praha 1983, přeložila Julie Heřmanová.